# Gottfried August Bürger
Gottfried August Bürger, född 31 december 1747 i Molmerswende vid Halberstadt, död 8 juni 1794, var en tysk skald.
Bürger studerade först teologi och sedan juridik i Halle. Till Göttingen kom han 1768 för att studera juridik. Liksom tidigare i Halle levde han ett utsvävande liv tills Heinrich Christian Boie tog sig an honom. Han studerade, förutom antikens litteratur, även franska, engelska, italienska och spanska diktverk, i synnerhet William Shakespeares dramer och Thomas Percys samling av folkvisor. Genom Boie kom han i kontakt med i Göttinger Hainbund, som startats 1772, och offentliggjorde sina första dikter i dess tidskrift, Göttinger Musenalmanach. Där framfördes även hans ballad Lenore 1773, vilket genast gjorde honom omtalad som en stor skald. År 1772 blev han med hjälp av inflytelserika vänner amtman i Altengleichen i Hannover. 
Han gifte sig 1774 utan att hysa någon kärlek till sin fru. Däremot blev han förälskad i hennes sextonåriga syster, Augusta, vilket besvarades. Med hustruns tillåtelse uppstod snart ett formligt ménage à trois. Bürgers otillbörliga levnadssätt och det vårdslösa sätt som han skötte sitt domarämbete på förminskade hans anseende. Till detta kom  att hans ekonomiska ställning försämrades för varje år. År 1778 övertog han ledningen för Musenalmanach och råkade därigenom i nya förvecklingar. Samtidigt utkom Gedichte, som blev mycket väl mottagen. Den kopierades dock så hänsynslöst att författaren endast fick en liten del av intäkterna. Vid sin svärfars död 1777 fick han ett ganska omfattande arv, men på kort tid hade han gjort slut på det genom dåliga spekulationer. Samtidigt blev han tvungen att lägga ned sitt domarämbete. 
Därefter slog han sig ned i Göttingen, där han uppehöll sig med privatföreläsningar i estetik. År 1784 dog frun, och ett år senare gifte han sig med Augusta, glödande omskriven i hans dikter under namnet "Molly". Ett halvt år senare avled även hon. Bürger blev djup deprimerad, vilket under lång tid tog bort all lust till poetisk verksamhet. Hans kraft var för alltid bruten. Alla hans ansträngningar togs i anspråk till att försörja familjen och hans inre förmörkades dessutom av konflikter med kolleger i Göttingen. Inte ens sedan han 1789 blivit extra ordinarie professor upphörde de med att anse att han var obildad. Åren 1790–1792 var han gift med författarinnan Elise Hahn, som friat till honom i en anonym dikt. Äktenskapet beredde Bürger ytterligare sorger genom hustruns otrohet, och han fick söka skilsmässa inför domstol. Vid samma tid, 1791, offentliggjorde Schiller sin svidande recension av hans dikter. Han dog några år senare ensam och övergiven, nedbruten till kropp och själ. 
Genom sina ballader, särskilt Lenore (på svenska "Leonora eller spökbruden"), skapade Bürger den moderna balladen, inom vilken konstart han endast överträffades av Goethe. Efter Johann Christoph Gottsched var han den förste tysk som med framgång diktade sonetter och på nytt förde denna form till heders i Tyskland. Sin egentliga storhet har Bürger som lyriker. Den djupa känslan och versens välljud närmar sig i flera av hans dikter det bästa som skrivits på tyska. Särskilt gäller det hans dikter till Molly. De flesta av dessa utmärker sig genom innerlighet, värme och jublande munterhet. Bürger är en av den så kallade "sturm- und drangperiodens" största skalder. 
Bland Bürgers arbeten kan nämnas balladen Der wilde Jäger, hans bearbetning av folkboken Abenteuer des Freiherrn von Münchhausen (1787) samt hans jambiska översättning av Homeros Iliaden och prosatolkning av Shakespeares Macbeth. Lehrbuch der Æsthetik (1825), Handbuch des deutschen Stils (1826) och supplementet Æsthetische Schriften (1832) gavs ut efter hans död.